# Đà Vị
Đà Vị là một xã thuộc huyện Na Hang, tỉnh Tuyên Quang, Việt Nam.
Xã Đà Vị có diện tích 79,45 km², dân số năm 2006 là 5.117 người, mật độ dân số đạt 64 người/km².